# 韦恩河畔芒扎克
韦恩河畔芒扎克（法語：Manzac-sur-Vern，法語發音：[mɑ̃zak syʁ vɛʁn]）是法国多尔多涅省的一个市镇，位于该省中部略偏西，属于佩里格区。

## 地理
韦恩河畔芒扎克（45°5'14"N, 0°35'8"E）面积19.96 平方千米，位于法国新阿基坦大区多爾多涅省，该省份为法国西南部内陆省份，是法國本土面积第三大的省，大致对应佩里戈尔地区，北起顺时针与夏朗德省、上维埃纳省、科雷兹省、洛特省、洛特-加龙省、吉倫特省和滨海夏朗德省接壤。
与韦恩河畔芒扎克接壤的市镇（或旧市镇、城区）包括：蒙特朗、若尔、布鲁、库尔萨克、格里尼奥勒、格兰-博尔达斯、塞尔河畔圣保罗。
韦恩河畔芒扎克的时区为UTC+01:00、UTC+02:00（夏令时）。

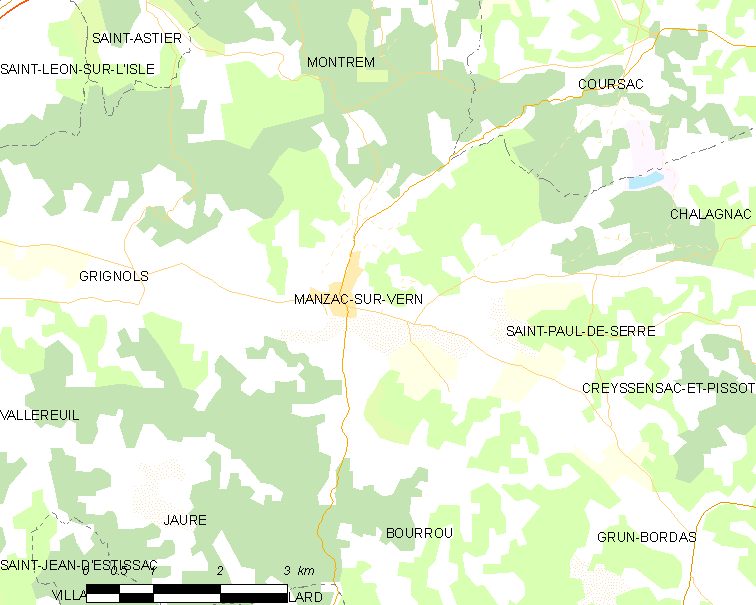
韦恩河畔芒扎克的OSM定位图

## 行政
韦恩河畔芒扎克的邮政编码为24110，INSEE市镇编码为24251。

## 政治
韦恩河畔芒扎克所属的省级选区为圣阿斯捷县。

## 人口

1962-2008年间韦恩河畔芒扎克人口变化图示

韦恩河畔芒扎克于2022年1月1日时的人口数量为541人。